# Долгоруков, Василий Михайлович (1840)
Князь Василий Михайлович Долгоруков (7 января 1840 — 1 февраля 1910) — русский государственный  деятель, тайный советник, камергер; глава Витебской, Екатеринославской и Радомской губерний. Старший брат морганатической супруги императора Александра II, княгини Екатерины Юрьевской.

## Биография
Родился в семье гвардейского капитана князя Михаила Михайловича Долгорукова  (1816—1871) от его брака с Верой Гавриловной Вишневской (1820—1866), сестрой декабриста Ф. Г. Вишневского. По отцу праправнук сенатора А. Г. Долгорукова, известного своей близостью к Петру II; правнук адмирала Осипа Дерибаса, основателя города Одессы, и внук Ивана Бецкого, президента Императорской Академии художеств при Екатерине II. Детские годы провел в Москве или в богатом родительском имение Тепловка под Полтавой.
В 1858 году после окончания Николаевского кавалерийского училища выпущен корнетом гвардии в Конный лейб-гвардии полк. В 1860 году произведен в поручики гвардии. С 1860 году уволен от службы и в 1861 году определён чиновником особых поручений Министерства внутренних дел. С 1866 года получил звание камер-юнкера и назначен почётным мировым судьёй.
С 1876 года в чине статского советника был назначен  ломжинским и варшавским вице-губернатором. В 1879 году произведён в действительные статские советники. С 1880 года был назначен радомским губернатором. С 1883 года назначен екатеринославским губернатором. С 1884 года назначен витебским губернатором. В 1888 году произведён в тайные советники. С 1895 года в отставке.
Последние годы жизни князя были омрачены смертью жены, сына и переходом в католичество дочери. Умер 1 февраля 1910 года от паралича сердца в Ницце и был похоронен там же на православном кладбище. Женившись вторично, он оставил второй жене все состояние, унаследованное им от первой.

## Семья
Жена (с октября 1862 года) — Софья Игнатьевна Шебеко (1838—12.08.1899), богатая наследница, дочь директора могилёвского губернского попечительства о тюрьмах комитета, камергера Игнатия Францевича Шебеко от брака его с Елизаветой Сергеевной Сукачевой; сестра Николая и Варвары Шебеко. Дети:
- Елена Васильевна (20.12.1863—после 1915), воспитывалась в монастыре Дезуазо под Парижем, под влиянием монахинь перешла в католичество. Князь Долгоруков отнесся к этому крайне неодобрительно и лишил дочь материнского наследства, оставив её весьма скудный доход. Занималась миссионерской деятельностью в Китае, последние годы жила в бедности в Петрограде.
- Юрий Васильевич (06.06.1866—13.06.1902), умер холостым.

## Награды
Был награждён всеми орденами Российской империи вплоть до ордена Святой Анны 1-й степени пожалованного ему в 1885 году. Пять раз был удостоен Монаршего благоволения (1867, 1881, 1882, 1884, 1885).